# Parròquia de Priekule
La Parròquia de Priekule (en letó: Priekules pagasts) és una unitat administrativa del municipi de Priekule, al sud de Letònia. Abans de la reforma territorial administrativa de l'any 2009 pertanyia al raion de Liepaja.

## Pobles, viles i assentaments
- Asīte
- Audari
- Kalnenieki
- Kaņepji
- Knīveri
- Mazgramzda
- Saulaine

## Hidrografia

### Rius i afluents
- Ruņa
- Kauliņupe
- Vārtāja
- Āģēre
- Čikste
- Remese
- Birztala
- Virga
- Lībjupe
- Niedrupe
- Melnupe
- Lašupe

### Llacs
- Llac Reinu
- Llac Blažģa

### Pantans
- Priekules
- Purvenieku
- Baron